# Epitriche
Epitriche là một chi thực vật có hoa trong họ Cúc (Asteraceae).

## Loài
Chi Epitriche gồm các loài: